# Leo Köhldorfer
Leo Köhldorfer (* 29. April 2001 in Linz) ist ein österreichischer Sprinter und Hürdenläufer, der sich auf die 400-Meter-Distanz spezialisiert hat.

## Sportliche Laufbahn
Erste internationale Erfahrungen sammelte Leo Köhldorfer beim Europäischen Olympischen Jugendfestival (EYOF) 2017 in Győr, bei dem er in 53,92 s die Bronzemedaille im 400-Meter-Hürdenlauf gewann. Im Jahr darauf schied er dann bei den U18-Europameisterschaften ebendort mit 52,84 s im Halbfinale aus, wie auch bei den U20-Europameisterschaften 2019 in Borås mit 51,99 s. 2021 kam er bei den U23-Europameisterschaften in Tallinn mit 52,72 s nicht über den Vorlauf hinaus und im Jahr darauf belegte er bei den Balkan-Meisterschaften in Craiova in 51,87 s den vierten Platz. 2023 wurde er bei der 3. Liga der Team-Europameisterschaft im Rahmen der Europaspiele in Chorzów in 50,70 s Zweiter und gelangte mit der Mixed-Staffel über 4-mal 400 Meter mit 3:22,46 min ebenfalls auf Rang zwei. Anschließend schied er bei den World University Games in Chengdu mit 51,98 s im Vorlauf über 400 m Hürden aus. Im Jahr darauf belegte er bei den Balkan-Meisterschaften in Izmir in 51,08 s den fünften Platz und kurz darauf schied er bei den Europameisterschaften in Rom mit 51,52 s im Vorlauf aus.
In den Jahren von 2020 bis 2023 wurde Köhldorfer österreichischer Staatsmeister im 400-Meter-Hürdenlauf.

## Persönliche Bestleistungen
- 400 Meter: 48,41 s, 13. September 2020 in Eisenstadt
  - 400 Meter (Halle): 49,06 s, 9. Feber 2020 in Linz
- 400 m Hürden: 50,52 s, 16. Juni 2023 in Graz